# Mánd
Mánd là một thị trấn thuộc hạt Szabolcs-Szatmár-Bereg, Hungary. Thị trấn này có diện tích 5,17 km², dân số năm 2010 là 264 người, mật độ 51 người/km².